# Jón Erling Ragnarsson
Jón Erling Ragnarsson (18 maggio 1964) è un ex calciatore islandese, di ruolo centrocampista.

## Carriera

### Club
Ragnarsson cominciò la carriera con la maglia dello FH Hafnarfjörður, per poi passare ai norvegesi del Viking nel 1986. Nel 1987 tornò allo FH Hafnarfjörður, restandovi fino al 1989, quando fu ingaggiato dal Fram Reykjavík. Nel 1993 tornò ancora una volta allo FH Hafnarfjörður, con cui chiuse la carriera nel 1995.

### Nazionale
Conta 4 presenze per l'Islanda under 21. Esordì il 16 agosto 1984, nella sconfitta per 1-0 contro la Scozia under 21.